# 表面层

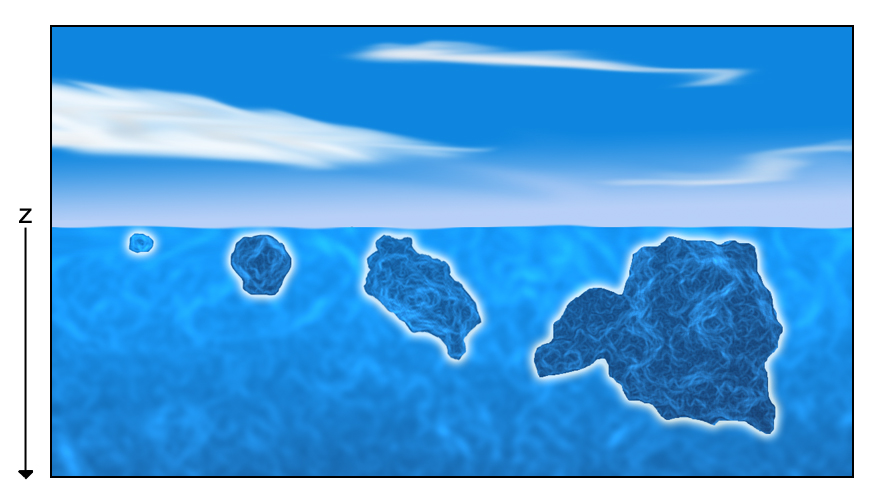
表面层是流体中的层，其中湍流涡流的规模受到涡流与界面的接近程度的限制。上面以白色突出显示的对象是湍流涡流，其大小受每个涡流中心与表面的接近程度的限制。

表面层是受与固体表面或分离气体和液体的表面相互作用影响最大的湍流流体层，其中湍流的特性取决于与界面的距离。表面层的特点是切向速度的法向梯度和输送到界面或从界面输送的任何物质（温度、水分、沉积物等）的浓度梯度都较大。
边界层一词用于气象学和物理海洋学。大气表层是大气边界层的最低部分（通常是对数风廓线有效的底部 10%）。海洋有两个表层：位于海床上的底栖生物和位于海气界面的海洋表层。

## 数学公式
可以通过首先检查通过表面的湍流动量通量来导出表面层的简单模型。 可以用雷诺分解，将水平流拆分为缓慢变化分量 {\displaystyle {\overline {u}}} 和一个湍流分量 {\displaystyle u'} 的和：
{\displaystyle u={\overline {u}}+u'} 
类似地，竖直流动分量 {\displaystyle w} 可以拆分为
{\displaystyle w={\overline {w}}+w'}
我们可以表达通过表面的湍流动量， {\displaystyle u_{*}} ，作为水平湍流动量的垂直湍流传输的时间平均幅度， {\displaystyle u'w'} ：
{\displaystyle u_{*}^{2}=\left|{\overline {(u'w')_{s}}}\right|} .
如果区域内流动是均匀的，我们可以设置平均水平流动的垂直梯度和涡粘系数的乘积{\displaystyle K_{m}}等于{\displaystyle u_{*}^{2}} ：
{\displaystyle K_{m}{\frac {\partial {\overline {u}}}{\partial z}}=u_{*}^{2}} ,
其中{\displaystyle K_{m}}是根据普朗特的混合长理论定义的：
{\displaystyle K_{m}={\overline {\xi '^{2}}}\left|{\frac {\partial {\overline {u}}}{\partial z}}\right|}
其中{\displaystyle \xi '}是混合长度。
然后可得
{\displaystyle {\frac {\partial {\overline {u}}}{\partial z}}={\frac {u_{*}}{\overline {\xi '}}}} .

## 关于混合长度的假设
从上图我们可以看出，近地表的湍流涡流的大小受其与地表的接近程度的限制；以靠近表面为中心的湍流涡不能与中心远离表面的湍流一样大。考虑到这一点，在中性条件下，可以合理地假设混合长度， {\displaystyle \xi '}与表面中的涡流深度成正比：
{\displaystyle \xi '=kz} ,
{\displaystyle z}是深度，{\displaystyle k}称为冯卡门常数。因此可以对梯度进行积分以求解{\displaystyle {\overline {u}}} ：
{\displaystyle {\overline {u}}={\frac {u_{*}}{k}}\ln {\frac {z}{z_{o}}}} .
因此，我们看到地表层的平均流量与深度呈对数关系。在非中性条件下，混合长度也受到浮力的影响，并且需要莫宁-奥布霍夫相似理论来描述水平风廓线。

## 海洋学中的表层
表层是在海洋学中研究的， 因为风应力和表面波的作用都会导致形成表层所必需的湍流混合。
世界海洋由许多不同的水团组成。由于它们形成的位置，每个都具有特定的温度和盐度特征。一旦在特定来源形成，水团将通过大规模的海洋环流传播一段距离。通常，海洋中的水流被描述为湍流（即它不遵循直线）。水团可以作为湍流涡流或水块穿过海洋，通常沿着能量消耗最小的恒定密度（等密度）表面。当这些不同水团的湍流涡流相互作用时，它们会混合在一起。通过充分混合，达到某种稳定的平衡并形成混合层。 海洋大气中的风应力也可能产生湍流涡流。这种在海洋表面通过浮力的相互作用和混合，也对表面混合层的形成起作用。

### 与传统理论的差异
长期以来，人们一直在海洋中观察到对数流动剖面，但最近的高灵敏度测量揭示了表层内的一个子层，在该子层中，湍流涡流因表面波的作用而增强。 目前海洋表层建模非常简陋，仅仅考虑了海气相互作用。 安大略湖湍流的观测表明，在破波条件下，传统理论大大低估了表层内湍流动能的产生。 

### 昼夜循环
地表混合层的深度受日照影响，因此与昼夜循环有关。在海洋上空的夜间对流之后，发现湍流表层完全衰减并重新分层。衰减是由太阳日照减少、湍流发散和横向梯度松弛引起的。 在夜间，由于每天太阳落山的热量变化导致大气环流减少，因此表层海洋变冷。较冷的水浮力较小，会下沉。这种浮力效应导致水团被输送到更低的深度，甚至低于白天到达的深度。在接下来的白天，由于海面变暖和推动变暖的水向上的浮力，深层水被重新分层或未混合。整个循环将重复，水将在接下来的夜间混合。 
一般来说，表层混合层只占据海洋的前100米，但到了冬末可以达到150米。相对于季节循环，日循环不会显着改变混合层的深度，而季节循环会产生更大的海面温度和浮力变化。通过多个垂直剖面，可以通过在表层和深海观测之间分配设定的水温或密度差异来估计混合层的深度——这被称为“阈值法”。 
然而，这种昼夜循环在中纬度地区的影响与在热带纬度地区不同。与中纬度地区相比，热带地区不太可能具有依赖于昼夜温度变化的混合层。一项研究探讨了西赤道太平洋混合层深度的日变化。结果表明，随着时间的推移，混合层深度没有明显变化。该热带地区的大量降水将导致混合层进一步分层。 另一项专注于中赤道太平洋的研究发现，夜间混合层的深度有增加的趋势。 一项研究表明，温带或中纬度混合层比两项热带海洋研究的结果更受昼夜变化的影响。在澳大利亚为期 15 天的研究期间，昼夜混合层循环以一致的方式重复，全天都在衰减湍流。 